# Claes Waltin
Claes Adolf Waltin är en fiktiv karaktär skapad av Leif G.W. Persson och förekommer i flera av hans romaner. 
Claes Adolf Waltin är född den 20 april 1944, det vill säga på Hitlers födelsedag, och andra förnamn förklaras av att Waltins far var frivillig SS-soldat under andra världskriget. Waltin är utbildad jurist, dock var hans studiebegåvning inte på topp, vilket innebar att det tog honom åtta år istället för de normala fyra att slutföra utbildningen. Han har haft en tjänst som polisöverintendent på Säkerhetspolisen, SÄPO, men tvingades sluta i slutet av 1980-talet, då det framkom att han ägnat sig åt ekonomiska oegentligheter.
Waltin spelar en avgörande roll i mordet på den svenska statsministern i Mellan sommarens längtan och vinterns köld, det är Waltin som ordnar fram mordvapnet åt Kjell Göran Hedberg genom att helt enkelt låna det från polisens tekniska avdelning. I romanen Faller fritt som i en dröm framkommer det att Waltin mördats av Kjell Göran Hedberg på Mallorca i början på 1990-talet.

## Romaner
- 1982 - Samhällsbärarna
- 2002 - Mellan sommarens längtan och vinterns köld
- 2007 - Faller fritt som i en dröm

## Filmer och TV-serier
- 1986 - I lagens namn (spelad av Ernst Günther)
- 2013 - En pilgrims död (spelad av Jonas Karlsson)
- 2014 - Den fjärde mannen (spelad av Jonas Karlsson)